# 41. pr. Kr.
◄ | 2. stoljeće pr. Kr. | 1. stoljeće pr. Kr. | 1. stoljeće | ►
◄ | 70-ih pr. Kr. | 60-ih pr. Kr. | 50-ih pr. Kr. | 40-ih pr. Kr. | 30-ih pr. Kr. | 20-ih pr. Kr. | 10-ih pr. Kr. | ►
◄◄ | ◄ | 44. pr. Kr. | 43. pr. Kr. | 42. pr. Kr. | 41 pr. Kr. | 40. pr. Kr. | 39. pr. Kr. | 38. pr. Kr. | ► | ►►
Astronomija
41. godina prije Krista je bila ili uobičajena godina koja je počinjala u srijedu ili četvrtak ili prijestupna godina koja je počinjala u utorak, srijedu ili četvrtak (veza će prikazivati puni kalendar) julijanskog kalendara (izvori se razlikuju, za daljnje informacije pogledajte grešku prijestupne godine) i prijestupna godina koja počinje u srijedu proleptičkog julijanskog kalendara. U to vrijeme je bila poznata kao Godina konzulata Antonija i Vatije (ili, rjeđe, godina 713. Ab urbe condita ). Oznaka 41. pr. Kr. za ovu godinu se počela koristiti od ranosrednjovjekovnog razdoblja, kada je kalendarska era Anno Domini postala prevladavajuća metoda u Europi za imenovanje godina.

## Događaji

### Po mjestu

#### Rimska republika
- Konzuli: Lucije Antonije i Publije Servilije Vatia Isaurik.
- Perusinski rat: Oružani otpor izbija širom Italije; Quintus Salvidienus Rufus zauzima i uništava umbrijski grad Sentinum.
- Lucije Antonije zauzima Perusiju. Prihvaća žalbu lokalnog stanovništva. Lucija i Fulviju poražava Gaj Julije Cezar Oktavijan u bitci kod Perugije.

#### Egipat
- Mark Antonije upoznaje Kleopatru VII u Tarzu (Kilikija) i formira savez. S njom se vraća u Aleksandriju te oni postaju ljubavnici tijekom zime 41. – 40. pr. Kako bi zaštitila sebe i Cezariona, ona je naredila Antoniju da pogubi njezinu (polu) sestru Arsinoju IV, koja je živjela u hramu Artemide u Efezu.

## Rođenja
- Gaj Asinije Gal Salonin, rimski konzul pod cezarom Augustom (u. 33 AD )

## Smrti
- Arsinoe IV., egipatska princeza i (polu) sestra Kleopatre VII (* 68. ili 67. pr. Kr.)
- Pasherienptah III., egipatski veliki svećenik Ptaha (* 90. pr. Kr.)
- Serapion, egipatski general (strategos) i guverner

## Vanjske poveznice
|  | Zajednički poslužitelj ima još gradiva o temi 41. pr. Kr. |